# Tribunal de Justiça do Distrito Federal e dos Territórios

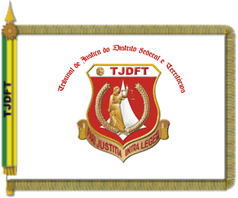
Estandarte do TJDFT.

O Tribunal de Justiça do Distrito Federal e dos Territórios (TJDFT) é um órgão brasileiro do poder judiciário da União que atua no âmbito do Distrito Federal e dos territórios que porventura sejam criados, com sede na capital federal e jurisdição em todo o território distrital.

## História
Antes mesmo da transferência da Capital, o Projeto de Lei nº 1.514/60, de autoria do Poder Executivo, encaminhado pelo Ministro da Justiça ao Presidente da República, declarava, no seu artigo 75, que "poderão ser aproveitados, mediante transferência para os respectivos cargos criados na Justiça do Distrito Federal, os Desembargadores, Juízes de Direito e Juízes Substitutos, que requererem no prazo de 10 (dez) dias, a contar da vigência da presente".
Os raros magistrados que se empolgaram com a mudança esperavam apenas que esse dispositivo fosse convertido em lei. A mensagem presidencial foi encaminhada aos congressistas, em 10 de fevereiro de 1960, com o n. 41/1960.
Alguns dos desembargadores que haviam manifestado a intenção de se transferirem para Brasília mudaram de propósito, uma vez que a lei assegurava, aos que ficassem, vencimentos pelo menos iguais aos de seus colegas da nova capital.
Seguiram esta linha de pensamento os Desembargadores: Guilherme Estelita, Sady Cardoso Gusmão, Antônio Faustino Nascimento, Osny Duarte, entre outros.
Finalmente, a transferência deu-se em 21 de abril de 1960. Com Brasília nascia a Justiça do novo Distrito Federal.
No dia 20 de abril de 1960, realizou-se a última sessão do Tribunal de Justiça do antigo Distrito Federal. E, no dia seguinte, a Justiça do antigo Distrito Federal passou a ser um órgão da Justiça do Estado da Guanabara. Porém faltava ainda a elaboração de uma Lei de Organização Judiciária para a novo Distrito Federal.
Na Câmara dos Deputados, o Projeto de Lei com esse objetivo foi alvo de muitos debates e emendas. Na Comissão de Constituição e Justiça, o relator do projeto, Deputado Oliveira Brito, afirmou em seu parecer que a Justiça do novo Distrito Federal não era derivada da Justiça do antigo Distrito Federal, ou seja, não se tratava de transferência da Justiça do antigo Distrito Federal para a Justiça do novo Distrito Federal.
Sustentou, ainda, o ilustre Deputado, que a Justiça do novo Distrito Federal era um novo Poder Judiciário, devendo a Justiça do antigo Distrito Federal ser denominada Justiça do Estado da Guanabara.
Toda essa preocupação era justificável na época, uma vez que existia a interpretação constitucional de que, quando se tratasse de transferência de Justiça, os integrantes do Poder Judiciário do antigo Distrito Federal, poderiam requerer a disponibilidade de seus cargos, o que inviabilizaria a consolidação do novo Poder Judiciário no novo Distrito Federal, além de inviabilizar o Poder Judiciário do Estado da Guanabara.
Em 12 de abril de 1960, a Lei foi votada pelo Senado em regime de urgência, sendo levada no dia seguinte à sanção presidencial. Assim nasceu a 1ª Lei de Organização Judiciária, de número 3.754, de 14 de abril de 1960, que passou a regulamentar o Poder Judiciário no novo Distrito Federal.
A magistratura passaria a ser recrutada por meio de concurso. Mas, a primeira composição foi feita dos órgãos de 1ª e 2ª Instâncias mediante transferência, a pedido, de desembargadores, juízes de direito e juízes substitutos da Justiça do antigo Distrito Federal e dos demais Estados.
Por essa lei, a magistratura do novo Distrito Federal ficou composta por sete desembargadores, seis juízes titulares, cinco juízes substitutos, e seis varas: uma vara cível, duas varas de fazenda pública, uma vara de família, órfãos, menores e sucessões, duas varas criminais. Com isso, permitiu-se aos desembargadores e juízes do antigo Distrito Federal e de outros Estados, a possibilidade de requerer seu aproveitamento no novo Distrito Federal.
Assim, somente no dia 5 de setembro de 1960, na forma da Lei nº 3.754/60, foi instalado o Tribunal de Justiça do Distrito Federal e dos Territórios e, por ordem de antiguidade, foram seus primeiros Desembargadores: Hugo Auler, oriundo do Tribunal de Justiça do antigo Distrito Federal, e eleito o 1º Presidente do Tribunal; João Henrique Braune, também do Tribunal de Justiça do antigo Distrito Federal; Cândido Colombo Cerqueira, do Tribunal de Justiça do Estado da Bahia; Márcio Ribeiro, do Tribunal de Justiça do Estado de Minas Gerais.
Também foram promovidos a desembargador, ainda no dia 27 daquele mês, os juízes de direito procedentes do Tribunal de Justiça do antigo Distrito Federal. Foram eles: por antiguidade, Joaquim de Sousa Neto; por merecimento, Raimundo Ferreira de Macedo e, pelo quinto constitucional, o advogado e deputado federal pelo Ceará, José Colombo de Sousa.
Com a promoção desses juízes ao cargo de desembargador, restaram na Primeira Instância os Juízes: Darcy Rodrigues Lopes Ribeiro; Djalmani Calafanje Castelo Branco; Geraldo Irenêo Joffily; Mário Brasil de Araújo; José Fernandes de Andrade (Minas Gerais). Juízes Substitutos: Lúcio Batista Arantes (Goiás), José Júlio Leal Fagundes (Rio de Janeiro) e Juscelino José Ribeiro (Minas Gerais). No tocante aos servidores, os primeiros nomeados foram: Luiz Alfredo da Silva, requisitado do TRE de Sergipe; Zuane Matta de Almeida; Aurea Leal de Moura; Numiw Dumiense de Souza e Maria Dulce Braune Portugal, requisitada do Tribunal de Justiça do antigo Distrito Federal, tornando-se a 1ª Diretora de Secretaria do Tribunal de Justiça do novo Distrito Federal.
Mesmo com essa estrutura, o quadro da magistratura local continuava incompleto. O Tribunal de Justiça realiza então o I Concurso para Juiz de Direito Substituto, em outubro de 1960, trazendo para o novo Distrito Federal candidatos de diversas partes do Brasil. Inscreveram-se ao todo 30 candidatos, porém, somente quatro obtiveram aprovação: Mario Dante Guerrera, Waldir Meuren e Jorge Duarte de Azevedo, que foram investidos no cargo de Juiz Substituto. Já Danton Pinheiro de Andrade Figueira não tomou posse. Todos os candidatos aprovados eram egressos da antiga Faculdade Nacional de Direito do Rio de Janeiro, hoje Faculdade de Direito da Universidade Federal do Rio de Janeiro.
Mantendo a tradição iniciada com o a antiga capital, Brasília passa a ceder ao cenário Jurídico, Político, Cultural, Desportivo, Social e Filosófico, representantes que ajudariam a construir a História da Justiça e da Sociedade Brasileira. Hugo Auler e Márcio Ribeiro, por exemplo, integraram o antigo o Tribunal Federal de Recursos (TFR) - hoje o Superior Tribunal de Justiça (STJ). José Colombo de Souza compôs o quadro do Tribunal Superior Eleitoral (TSE). Já Eduardo Ribeiro foi ministro tanto do Tribunal Federal de Recursos, quanto do Tribunal Superior Eleitoral, ocupando a presidência dessa Casa. Recentemente, Romildo Bueno, Luiz Vicente Cernicchiaro e Fátima Nancy Andrighi tornaram-se ministros do STJ, além desse nomes o ex-Ministro de Estado da Controladoria-Geral da União (CGU) (2006-2015), Jorge Hage Sobrinho também foi Juiz de Direito do TJDFT.